# Michael Krohn-Dehli
Michael Krohn-Dehli (Hvidovre, 1983. június 12. –) dán válogatott labdarúgó.

## Pályafutása

### Klubcsapatban
A Bröndby csapatánál kezdte pályafutását, 2002-ben az Ajax utánpótlásához került. 2004-ben kölcsönadták az RKC Waalwijk-nak, ahol 48 mérkőzést játszott. 2007-ben fél évet játszott a Sparta Rotterdam-ban, 12 mérkőzést játszott a csapatban. 2008-ban hazatért nevelő egyesületéhez a Brøndby IF-hez. 2012 és 2015 között a spanyol Celta de Vigo csapatában szerepelt. 2015. június 1-jén bejelentették, hogy két éves szerződést kötött a Sevilla csapatával. 2018. január 29-én a Deportivo La Coruña csapatába került, majd innen vonult vissza 2019-ben.

### A válogatottban
59 válogatott mérkőzésen 6 gólt szerzett. Első válogatottsága 2006-ban volt, Liechtenstein ellen lépett pályára. A 2012-es Európa-bajnokságon győztes gólt szerzett Hollandia ellen, és Németország ellen is eredményes volt. Tagja volt a 2018-as labdarúgó-világbajnokságon szereplő válogatottnak is.

## Sikerei, díja
- Sevilla
  - Európa-liga: 2015-16